# 15825 Capecchi
15825 Capecchi eller 1994 WX1 är en asteroid i huvudbältet som upptäcktes den 30 november 1994 av Farra d'Isonzo-observatoriet i Farra d'Isonzo. Den är uppkallad efter Mario Capecchi.